# Башич, Тома
То́ма Ба́шич (хорв. Toma Bašić; род. 25 ноября 1996, Загреб) — хорватский футболист, полузащитник итальянского клуба «Лацио».

## Клубная карьера
Башич является воспитанником «Хайдука», в академию которого был принят в 11 лет и где занимался до 2014 года. После выпуска отправился в аренду на год в хорватский клуб «Рудеш», выступавший в то время во второй по силе хорватской лиге.
Летом 2015 года вернулся в «Хайдук», тренировался и проходил сборы вместе с основным составом. 10 августа 2015 года дебютировал в хорватском чемпионате в поединке против «Локомотивы», выйдя на замену на 84-й минуте вместо Андрия Балича. Всего в дебютном сезоне провёл 4 матча, забил один мяч. Произошло это 14 мая 2016 года в поединке против «Загреба».
Сезон 2016/17 игрок также начал ударно, выйдя 17 июля 2016 года в стартовом составе в матче первого тура против «Цибалии» и отличившись уже на 18-й минуте.

## Карьера в сборной
Вызывался в сборную Хорватии до 19 лет. Принимал участие только в товарищеских турнирах и матчах.

## Достижения
- Бронзовый призёр чемпионата Хорватии: 2015/16